# Mecra ellipsaria
Mecra ellipsaria is een eenoogkreeftjessoort uit de familie van de Rhynchomolgidae. De wetenschappelijke naam van de soort is voor het eerst geldig gepubliceerd in 1980 door Humes.